# ASD Biellese 1902
Associazione Sportiva Dilettantistica Biellese 1902, zkráceně jen Biellese je italský fotbalový klub hrající v sezóně 2022/23 v 5. italské fotbalové lize a sídlící ve městě Biella v regionu Piemonte.

## Historie
Na počátku 20. století působilo v Bielle několik fotbalových klubů a první přátelský zápas se odehrál 16. dubna 1906 a to klub Società Ginnastica Pietro Micca proti Pro Vercelli (0:5). Società Ginnastica Pietro Micca byl založen již v roce 1899. Tento klub fungoval do roku 1910, pak byl rozpuštěn.
Dne 2. září 1919 se fotbalové kluby Unione Sportiva Biellese (založen v roce 1902) a Sport Club Veloces (založen v roce 1906) sloučili do jednoho společného Unione Sportiva Biellese. Již v prvních dvou sezonách 1919/20 a 1920/21 klub hrál v nejvyšší lize, ale ani jednou nepostoupil do závěrečné fáze. Sezonu 1921/22 odehrál ve 2. lize v soutěži kterou pořádalo CCI. Do nejvyšší ligy se vrátil na sezonu 1928/29, jenže po reorganizaci všech italských soutěží sestoupil do 2. ligy. Po odehrání jedné sezony ve 2. lize sestoupil do 3. ligy, kterou hrál do sezony 1942/43. Po válce byl klub přiřazen do 2. ligy, kterou hrál jednu sezonu a opět sestoupil do 3. ligy, kterou hrál naposled v sezoně 1979/80.
Nejhorší období bylo po sezoně 1992/93, kterou hrál v 7. lize a ze své regionální skupiny sestoupil. Pak přišlo zrušení členství ve FIGC a klub tak zanikl. Fotbalový klub Football Club Vigliano, který hrál v 6. lize, přesunul své sídlo do města Biella a získal fotbalovou tradici. Klub se přejmenoval na Federazione Calcistica Viglianese Biellese-Vigliano a hrál v 6. lize. Další zrušení a zánik klubu přišel v roce 2010. Byl založen nový klub a ten se sloučil s Associazione Sportiva Dilettantistica Libertas Biella Cossato (hrál v 7. lize) a začal hrát v 7. lize pod názvem Associazione Sportiva Dilettantistica Junior Biellese Libertas. Klub od sezony 2014/15 hraje devět let v 5. lize.

## Změny názvu klubu
- 1919/20 – 1929/30 – US Biellese (Unione Sportiva Biellese)
- 1930/31 – 1992/93 – AS Biellese (Associazione Sportiva Biellese)
- 1993/94 – 1996/97 – FC Viglianese Biellese-Vigliano (Federazione Calcistica Viglianese Biellese-Vigliano)
- 1997/98 – 2000/01 – Biellese FC (Biellese Football Club)
- 2001/02 – 2009/10 – AS Biellese 1902 (Associazione Sportiva Biellese 1902)
- 2010/11 – 2015/16 – ASD Junior Biellese Libertas (Associazione Sportiva Dilettantistica Junior Biellese Libertas)
- 2016/17 – 2020/21 – ASD La Biellese (Associazione Sportiva Dilettantistica La Biellese)
- 2021/22 – ASD Biellese 1902 (Associazione Sportiva Dilettantistica Biellese 1902)

## Získané trofeje

### Vyhrané domácí soutěže
- 2. italská liga (2x)

1922/23, 1925/26
- 3. italská liga (1x)

1947/48
- 4. italská liga (2x)

1955/56, 1975/76

## Účast v ligách
| Úroveň soutěže | Název soutěže (nynější název) | První hraná sezona | Poslední hraná sezona | celkem odehraných sezon |
| -------------- | ----------------------------- | ------------------ | --------------------- | ----------------------- |
| 1              | Serie A                       | 1919/20            | 1928/29               | 3                       |
| 2              | Serie B                       | 1922/23            | 1946/47               | 8                       |
| 3              | Serie C                       | 1930/31            | 1979/80               | 37                      |
| 4              | Serie D                       | 1952/53            | 2006/07               | 21                      |
| 5              | Eccellenza                    | 1981/82            | 2008/09               | 14                      |

## Trenéři
V klubu působili bývalí skvělí fotbalisté, kteří se po skončení kariéry staly trenéři. Před 2. světovou válkou byl krátce trenérem Giuseppe Milano (1930), Federico Munerati (1935–1938), Virginio Rosetta a Luis Monti (1944). Po válce se dvakrát vrátil Federico Munerati (1949–1951, 1952/53).

## Fotbalisté
- Giuseppe Aliberti – (1920–1921, 1932–1935) reprezentant
- Alberto Gilardino (odchovanec) reprezentant  medailista z ME 21 2004 + OH 2004 + MS 2006
- Ermes Muccinelli (odchovanec) reprezentant
- Giovanni Vecchina (1935–1937) reprezentant
- Federico Munerati (1935–1938) reprezentant
- Angelo Piccaluga (1937/38) reprezentant
- Federico Marchetti (2005/06) reprezentant